# Eupithecia formosa
Eupithecia formosa là một loài bướm đêm trong họ Geometridae.